# Majaczenie alkoholowe
Majaczenie alkoholowe (łac. delirium tremens, majaczenie drżenne, biała gorączka) – stan zaburzeń świadomości z iluzjami, omamami oraz urojeniami trwający do tygodnia. Często towarzyszą mu zaburzenia wegetatywne i inne objawy somatyczne. Jest spowodowany nagłym odstawieniem lub zmniejszeniem dawki spożywanego alkoholu. Prawdopodobnie grają rolę również czynniki toksyczne. Śmiertelność wynosi poniżej 4%.
Burzliwa symptomatologia delirium tremens rozwija się zwykle 2–3 dni po przerwaniu ciągu alkoholowego. Do objawów wiodących delirium zalicza się zaburzenia świadomości z halucynacjami i lęk, który przechodzi w niepokój ruchowy, podniecenie a nawet agresję. U 25% chorych występują napady drgawkowe o charakterze napadów uogólnionych toniczno-klonicznych.
W badaniu fizykalnym stwierdza się tachykardię i wzrost ciepłoty ciała, a w badaniach laboratoryjnych hiperglikemię, podwyższony poziom mocznika, bilirubiny, aminotransferaz a także leukocytozę i wzrost OB. Hipokaliemia i hipomagnezemia stanowią poważne ryzyko zaburzeń rytmu serca, powodujących zatrzymanie krążenia.
U osób wyniszczonych objawem towarzyszącym delirium może być zapalenie płuc, niewydolność krążenia, wątroby lub nerek.

## Objawy oraz kryteria konieczne do rozpoznania
- uzależnienie od alkoholu
- objawy prodromalne:
  - zaburzenia snu
  - drżenie mięśniowe
  - lęk
- objawy podstawowe:
  - zaburzenia świadomości
  - omamy i iluzje, najczęściej wzrokowe i słuchowe
  - wyraźne drżenie mięśniowe
- objawy towarzyszące:
  - urojenia
  - podniecenie
  - zaburzenia snu
  - objawy nadaktywności układu współczulnego
  - napady drgawkowe

## Leczenie
Majaczenie alkoholowe jest stanem zagrożenia życia i wymaga leczenia szpitalnego. Tradycyjnie pacjenci z majaczeniem alkoholowym przyjmowani są na oddziały psychiatryczne.
Postępowanie farmakologiczne:
- Lekami z wyboru są benzodiazepiny. Lekiem uznawanym za "złoty standard" jest chlorodiazepoksyd  (dawki wysokie, sięgające do 200-300 mg/dobę)[1]. Ponadto stosowany jest diazepam (do 60 mg/d w dawkach podzielonych), lorazepam i oksazepam, w miarę możliwości podawane doustnie. W niektórych ośrodkach stosuje się metodę szybkiego nasycania: podaje się 10–20 mg diazepamu (lub ekwiwalent innej benzodiazepiny) co 1–2 godziny do czasu zniesienia objawów majaczenia lub zaśnięcia chorego. W cięższych przypadkach stosuje się też haloperidol doustnie lub domięśniowo.
- Zapobieganie i leczenie powikłań: nawadnianie pozajelitowe, wyrównywanie niedoborów elektrolitowych, prowadzenie bilansu wodno-elektrolitowego, podawanie witaminy B1 i kokarboksylazy.